# 古谷経衡
古谷 経衡（ふるや つねひら、1982年（昭和57年）11月10日 - ）は、日本の時事問題評論家、文筆家。
一般社団法人令和政治社会問題研究所所長。株式会社オフィス・トゥー・ワン所属。血液型A型、政治活動家。日本ペンクラブ正会員。千葉県松戸市在住。

## 略歴
北海道札幌市出身。教育熱心な地方公務員の父と専業主婦の母との間に生まれる。2001年、北海道札幌手稲高等学校卒業後、立命館大学文学部史学科（日本史学専攻）に入学。学生時代は、原発問題と同和問題を研究しつつ、サブカルチャーを扱う企業にも身を置いた。2008年、同大学卒業。同大在籍時にビジュアルアーツ専門学校大阪（旧大阪写真学校）放送映画学科にダブルスクールしていたが中退。大学は3回留年の末、7年がかりで卒業したが、これは両親の一方的な支配のもとで、強制された進路をいやいやながらに完結させた結果であると述べている。
1998年、高校1年生の時にパニック障害を発症。発症時は両親（特に父親）の無理解と偏見から健康保険証を借りられず、保険証を持たないまま、近所の精神科を受診した。病院を転々とするが寛解せず、最終的に貝谷久宣の診断・加療ののち、薬物療法により精神障害の病状は完全にコントロール下に入り、安定期を迎えて現在に至る。現在も通院・治療中であり、千葉県の精神障害者保健福祉手帳3級を所持していることを、2014年の自著『若者は本当に右傾化しているのか』で公表している。大学時代から在籍していた企業で引き続き勤務後に退職、2010年に千葉県を拠点に起業。インターネットと保守、マスコミ問題、アニメ評論などのテーマで執筆活動を行う。
また、自身で運営するアニメ批評ブログ「アニオタ保守本流」を主催し、太田工兵のペンネームで怪談創作ブログ「工兵小隊司令部」を運営していた。『WiLL』、『新潮45』、『Voice』、『撃論ムック』、『歴史通』、『正論』などに寄稿。2012年6月から2013年6月まで、オピニオン情報誌『ジャパニズム』（青林堂）編集長を務めた。2014年11月から、特定非営利活動法人江東映像振興事業団の理事長を務めている。2015年4月から2018年9月まで、TOKYO FMのニュース情報番組「TIME LINE」隔週火曜日レギュラーコメンテーターを務めた。2017年4月から、一般社団法人日本ペンクラブの正会員になる。2018年4月から、文化放送のニュース情報番組「斉藤一美 ニュースワイド SAKIDORI」水曜日レギュラーコメンテーター。同年9月～2019年3月まで、テレビ朝日のニュース情報番組「ワイドスクランブル」隔週木曜日のレギュラーコメンテーターを務めた。2021年5月から、茨城放送のニュース情報番組「ダイバーシティニュース」木曜日レギュラーコメンテーター。2022年7月、「令和政治社会問題研究所」を立ち上げる（21日に一般社団法人認可）。同年12月8日、れいわ新選組の代表選に立候補を届け出た。同党は所属国会議員1名の推薦があれば代表選に立候補できるとしており、古谷は舩後靖彦参議院議員からの推薦を受けた。12月18日の投開票の結果、現代表の山本太郎に敗れ落選。2023年7月から、文化放送のバラエティ情報番組「大竹まこと ゴールデンラジオ!」月曜日レギュラーコメンテーター。2024年9月20日、ニコニコ生放送にて『古谷経衡チャンネル』を開設。司会はジョー横溝が務める。

## スタンスと主な主張、発言、活動
小学校時代から、架空戦記の影響を受け軍国少年であった、とする。更に高校生の頃に小林よしのりの『新・ゴーマニズム宣言SPECIAL 戦争論』に触れ、保守思想に傾倒していた時期がある。
一方、ネット右翼に対するスタンスには変化がある。古谷自身は、自分がかつてはネット右翼と呼ばれる層に対して共感し、同じ目線に立って擁護する側というスタンスを取っていたものの（2018年頃まで。#著書参照）、その後彼らの「思考的狭隘性、偏向性」に失望し、距離を置いて観察する立場へと転向したとしている。その後はネット右翼の言説を「保守論壇に寄生する烏合の人々」などとして批判する立場を取るようになり、その宿主と位置づける旧来の保守論陣についても、当初は冷笑していたはずのネット右翼に迎合するようになって取り込まれてしまったとし、自分以外の真の保守は絶滅危惧種となってしまったとして批判的な立ち位置を取るようになる。

### 反ヘイトスピーチ、反人種差別
「改憲派」「外交タカ派」に分類されると自称しており、排外主義的傾向や人種差別には反対の姿勢を貫くとしている。また、「歴史から遊離し、劣悪なプロパガンダを叫ぶ人々は、単なる低劣なノイズである。歴史に盲目な人間から発せられる言葉ほど信用できないものはない」と述べており、在特会などの行動する保守に対して批判的態度を貫いている。
従軍慰安婦に対して、「単なる高給に釣られた公認娼婦であり、強制連行などされていない」と主張していたが、現在は、「従軍慰安婦は断じて自由意思で来たのではない」と主張している。

### 反米思想と自主独立、沖縄・反基地
反米思想の持ち主であり、沖縄の在日米軍の早急な全面撤退を強く訴えており、在日米軍を擁護する既存の親米保守やネット右翼は真の保守ではないと主張している。沖縄の米軍基地について複数の取材を行った経験から、翁長雄志を「真の愛国者、保守の政治家」と形容している。
2016年アメリカ合衆国大統領選挙でドナルド・トランプが選出されたことを受けて、「トランプ政権誕生による”アメリカの庇護の終わり”は、元来保守派が夢想してきた対米自立、自主独立、憲法改正の機運を、たちまち高めることになるのは自明である。これは日本にとって大きなチャンスと捉えることができる。」として、自主独立の契機だとする論考を発表した。
2017年、沖縄の基地問題で誤った事実を放送したとしてBPOから指摘された番組ニュース女子について、「お寒い番組制作に絶句」「”報道”を語ってはいけない番組」などと酷評した。その後、2018年11月の自身のコラムで「『沖縄デマ』の発端はつい2、3年ほど前だが、当事者の存在しない『在日特権』デマですら、前掲の図表の通り、2002年から実に10年強も続いた。『沖縄デマ』の寿命は、それよりも相当長いかもしれない、と覚悟しなければならない」と危機感を露わにした。
2018年9月、翁長雄志の死去に伴い行われた沖縄県知事選挙で玉城デニーが勝利した理由の一つとして「沖縄のネット右翼活動家や本土の沖縄デマが足を引っ張ったせい」と主張している。

### ネット右翼の考察と若者の右傾化の否定
ネット右翼の定義を、保守界隈の著名人たちの理論や言説に寄生し、その受け売りをインターネットの言論空間で繰り返す烏合の人々であると位置づけており、「韓国、中国、朝日新聞のいずれか1つにでも味方する者は反日である」という考えを持った人々である、としている。また「インターネット上で右派的な発言をする人々」という従来の定義には異を唱えている。この層の実態を、「大都市部に住む30歳代から40歳代の比較的富裕な中流層」、「所得水準や学歴においても、中流以上である」と一貫して主張しており、「ネット右翼社会的底辺説・ネット右翼貧困説の嘘」を執筆、研究テーマとして取り組む。
2002年のFIFAワールドカップ頃からインターネット上に発生したとされるネット右翼を「インターネット保守（ネット保守）」と呼称し、とりわけこういった「ネット保守」の人口は、日本全国で250万人程度存在することを独自の推計で明らかにしている。
若者が右傾化しているという風潮については、リベラリストの事実誤認に基づく嘘であると主張。一方、それを「若者の正常化」と歓迎する保守派の論調についても「願望に過ぎない」としている。
2014年東京都知事選挙で「20代の24%から支持を得た」とされた田母神俊雄候補の得票に対して、「20代の投票を考えれば、実際の同氏の得票は6%に過ぎない」とする推計を発表。古市憲寿、佐波優子との紙上鼎談では、保守に存在するマッチョイズムが、若者が保守に入り込めない原因のひとつと分析。

### ネット右翼、保守論壇と在特会への批判
在日特権を許さない市民の会について、「在特会は保守派全体のイメージを毀損している」として、嫌悪感を示した。
社会学者の古市憲寿と自著『欲望のすすめ』で行った巻末対談において「現在の保守は、保守というよりも国家社会主義者である」と述べ、古市もこれに同調した。作家の曽野綾子が産経新聞紙上に掲載したコラムについて、「保守論壇は温室の中で育まれ、外部と競争していない」として、保守論壇の閉鎖的な体質を批判している。2014年の衆議院議員選挙に立候補者を擁立した次世代の党について、「有権者がネット右翼的な、自民党よりも過激な右翼思想を拒否した」と批判的に分析した。評論家宇野常寛との対談において「ネット右翼は保守ではない」と結論付けた。このように、現在はネット右翼に対して極めて否定的な態度を示している（かつては自著『ネット右翼の逆襲』などでネット右翼をある程度肯定していた）。
大手ホテルチェーンアパが客室に南京大虐殺を否定する書籍を置いたことについて、その背景に「コミンテルン陰謀論」があると結論付け、これを陰謀史観であるとし、保守界隈全体を批判した。古谷は、かって韓国とも親しかったはずの旧来の保守界は、ネット右翼に持ち上げられたことで有頂天になり、やがてネット右翼の嫌韓・ヘイトスピーチに迎合、同質化することで保守としての本質を見失い、消えてしまったとする。一方で自分自身については「私はたとえ絶滅しようとも保守の本懐を曲げないで死にたい」などと述べるなど、ネット右翼化してしまった保守界隈を批判する自分こそが本来の保守派であるという立場を取っている。ネット右翼によって「朝鮮飲み」という口元を隠して飲料を飲む仕草が「朝鮮半島由来の風習」として喧伝されていることに関しては「朝鮮半島にも存在しない」とデマであると否定しており「人類共通の普遍的な仕草」と特定の民族にのみ当てはまる仕草ではないとしている。この仕草を見せた人物を在日認定する行為を2018年11月の自身のコラムで「今日では完全に否定されているネット右翼的陰謀論の典型であり、まったく病的な妄想である」と切り捨てている。

### 韓国併合に関する発言と波紋
2010年8月14日放送のNHK『日本の、これから〜ともに語ろう日韓の未来〜』に一般参加で出演した際、1910年（明治43年）の韓国併合について「列強諸国が世界各地の小国を植民地化していく当時の流れの中では、日本が大韓帝国を併合したことはやむを得なかった」との趣旨の発言を行う。この発言に対し出演者の崔洋一や小倉紀蔵の間で議論が起こった。

### チャンネル桜との関わりと出演休止
2010年11月12日より、チャンネル桜公式生放送番組「さくらじ」に共同パーソナリティとして出演。2011年10月3日からは同名改変番組の共同パーソナリティを務めた。2014年5月9日に放送休止。休止の理由は古谷の疾病によるものとされている。
また、「さくらじ」とは別に同局の番組「日本よ、今...「闘論！倒論！討論！」」などに不定期出演していたが、同年5月を最後に同局への出演は確認されていない。チャンネル桜社長の水島総との仲違いがネット上で指摘されたことについては、否定している。
2010年より、水島が幹事長を務める保守系団体「頑張れ日本!全国行動委員会」の街頭宣伝活動等に参加し、演説を行う。2011年9月19日、頑張れ日本!全国行動委員会主催のフジテレビ抗議デモに参加。この時の体験を元に『フジテレビデモに行ってみた！ 大手マスコミが一切報道できなかったネトデモの全記録』を2012年1月に出版し、ヒットした。

2017年になって、著述家の菅野完との対談の中で、同局への出演を次のように振り返っている。
チャンネル桜に集まった人々と何年かつきあってみて、僕が彼らを過大評価してたと思い知らされました。渡部昇一さん（上智大学名誉教授）や長谷川三千子さん（埼玉大学名誉教授）をはじめ、名の通った論客が顔を揃えているから、まともな集団だと思ってたんですよ。でも実際にそこで仕事をしてみると、ファクトに基づいて議論するといった、メディアとして最低限の作法も身についていない。要するに「陰謀論」と「トンデモ」の巣窟なんです。偏差値61どころじゃない、言ってしまえば偏差値38だったんですよ。

### 竹島への上陸
2012年9月25日、大韓民国に占拠されている島根県隠岐郡隠岐の島町の竹島に上陸したと発表した。同年現在、日本国の外務省は、日本国民が大韓民国の渡航手続に従い、竹島に上陸することを自粛するよう要請しているが、これについて自著で批判を述べている。またウェブ媒体にもこのときの体験を寄稿している。

### 喫煙ヘイト、禁煙ファシズム発言
2016年、自身の公式Twitterにおいて、「タバコ一箱1,000円にしようというのは、いささか行き過ぎている」と主張しており、その背景について「喫煙者は悪なのだから何をしてもよい、という風潮が明らか」と持論を述べている。2018年、カンニング竹山との対談の中で、東京都の受動喫煙防止条例について「バカバカしい」「たばこだけをやり玉にあげるのが理解できない」「これ以上やらなくていい」と批判している。また、自身は非喫煙者を自称しているが、時折バーなどで喫煙するとも語っており「従業員のいる飲食店は禁煙とか、そこまで規制されちゃうとどうしよう」と述べている。
その後も、近年の受動喫煙対策について「喫煙ヘイト」「禁煙ファシズム」などと表現した記事の執筆を繰り返している。その背景について、「喫煙と喫煙者と煙草は全部除去せねばならない悪であるという観念の元に奨められる」「ナチズムに通じる」などと持論を展開し、アドルフ・ヒトラーの行動になぞらえて酷評している。

### 偽署名
オープンレター「女性差別的な文化を脱するために」において賛同人として掲載されていたが､自身のツイートにおいて名前の無断使用であると重要声明が出された。

### フェミニスト（フェミニズム）や暇空茜・colabo騒動、女性論など
道徳を強く叫び間違いを犯した他者などを激しく糾弾する強く「道徳自警団」「平成という「中世」」を語った著書で、AKB48の峯岸みなみ（2017年当時）の、2013年の「丸刈り騒動」や「研究生降格騒動」を中心に日本の女性論を論じ、「なぜ成人女性が恋愛をしたくらいで謝罪などをしなくてはいけないのか？」と疑問視し、また峯岸の同騒動はアイドルスキャンダルだけでなく、「女性に処女性を求める日本の中世的価値観の象徴」「アイドル問題だけでなく女性そのものへの侮辱」「なぜ当時フェミニストや女性弁護士などは峯岸の騒動は「女性差別だ！」と強く抗議運動をせず、峯岸の研究生降格は女性差別だとして訴訟を起こさなかったのか？」「（峯岸のような若い女性を強く攻めすぎではないかという反論に）若くて弱い女性だから、強く批判しないは、その女性を一個人として認めていない、見下している、逆差別である」「フェミニストたちは「日本は未だに男性優位社会で、そのため女性が未だに地位が弱いと主張しているが、果たしてそうだろうか？」等と評し、「日本の女性の地位が低いのは、女性たちの方にこそ家父長制など封建的価値観への迎合があるからではないか」と指摘。
岡村隆史のコロナ風俗発言騒動の際には、岡村を批判して降板を求めた左派やリベラル、そしてフェミニストらの発言や行動に、「『ネット右翼的』感性がみられる」と評した。
暇空茜や「暇空アノン」による、仁藤夢乃ら若年女性支援団体colaboへの攻撃を「ネトウヨの陰謀論」と語る。
あおちゃんぺと対談し、埼玉の、グラビアアイドルやAV女優、コスプレイヤーの水着撮影会中止騒動の際に行ったガルパレなどの行動力やトーク力、政治的な話題に踏み込む事などを絶賛しており、あおちゃんぺ、からみた古谷の印象は「「ギャル男！　専門家に見えない外見なのに、政治に口を出す仲間ができてうれしいです」」。

### その他
小説の執筆も行っており、掌編「告訴状」がビーケーワン怪談大賞の「愉しませてもらいました賞」を受賞した。2018年5月には、自身初の長編小説『愛国奴』を刊行した。2017年、太平洋戦争に関する近年の右派やいわゆる保守が説く日本はいいことをやったという「アジア解放」論について、「歴史的事実を遮蔽し、都合の悪い事実を黙殺し、良い部分のみを取得する歴史修正主義」であると結論づけ、「『アジア解放』のお寒い実態」として批判を行った。同年、舛添要一との対談の中で、近年の女性国会議員について、神話の世界や神道、『古事記』に傾倒する事例を示して「伝統的な反共右翼ではなく、『スピリチュアル右翼』だ」と指摘している。
上念司とは2024年現在も親交があり、古谷の番組に出演した上念は「古谷君がビジネス右翼で稼いでいたころからの付き合い」と発言。

## 出演
（レギュラー出演はレギュラーと記載）

### テレビ番組
- ビートたけしのTVタックル（テレビ朝日）
- 田村淳の訊きたい放題（TOKYO MX）
- サンデージャポン（TBS）
- モーニングCROSS（TOKYO MX）
- 週刊リテラシー（TOKYO MX）
- 好きか嫌いか言う時間（TBS）
- ワイド!スクランブル（テレビ朝日）
- バイキング（フジテレビ）

### ウェブ番組
- デモクラシータイムス（YouTube）
- エアレボリューション（ニコニコ生放送）[71]
- 古谷経衡チャンネル（ニコニコ生放送）
- Arc Times（YouTube）
- ABEMA NEWS（ABEMA）
- チャンネル桜
- チャンネルくらら

### ラジオ
- 大竹まこと ゴールデンラジオ!（2023年7月 - 、文化放送）月曜日レギュラー
- 田村淳のニュースクラブ（文化放送）
- まとめて!土曜日（TBSラジオ）
- ダイバーシティニュース（2021年5月 - 、茨城放送）
- 週刊ニュースポ!（2022年4月 - 2025年3月、茨城放送）
- 荻上チキ・Session-22（TBSラジオ）
- 吉田照美 飛べ!サルバドール（文化放送）
- Jam the WORLD（J-WAVE）
- TIME LINE（2015年4月 - 2018年9月、TOKYO FM）[14]
- 高橋みなみのこれから、何する？（TOKYO FM）木曜日レギュラー
- 櫻井浩二 インサイト（2016年1月 - 2019年3月、RKBラジオ）
- 斉藤一美 ニュースワイドSAKIDORI!（2018年1月 - 2022年3月、文化放送）水曜日レギュラー[16]

### 新聞
- 読売新聞、朝日新聞、東京新聞、産経新聞、北海道新聞、琉球新報などに度々インタビューが掲載されている[72]。

## 著書

### 執筆
- 太田工兵 著「告訴状」、加門, 七海、東, 雅夫、福澤, 徹三 編『てのひら怪談 庚寅 ビーケーワン怪談大賞傑作選』ポプラ社〈ポプラ文庫〉、2010年6月、154-155頁。ISBN 978-4-591-11859-7。

### 単著
- 『フジテレビデモに行ってみた！　―大手マスコミが一切報道できなかったネトデモの全記録―』青林堂、2012年1月。ISBN 978-4-7926-0443-1。
- 『韓流、テレビ、ステマした　―韓流ゴリ押しの真犯人はコイツだ！―』青林堂、2012年6月。ISBN 978-4-7926-0450-9。
- 『竹島に行ってみた！　―マスコミがあえて報道しない竹島の真実―』青林堂〈SEIRINDO BOOKS〉、2012年11月。ISBN 978-4-7926-0459-2。

ここまで「古谷ツネヒラ」名義。
- 『ネット右翼の逆襲　―「嫌韓」思想と新保守論―』総和社、2013年4月。ISBN 978-4-86286-070-5。
- 『反日メディアの正体　―「戦時体制（ガラパゴス）」に残る病理―』ベストセラーズ、2013年12月。ISBN 978-4-58413-538-9。
- 『クールジャパンの嘘　―アニメで中韓の「反日」は変わらない―』総和社、2014年2月。ISBN 978-4-86286-077-4。
- 『若者は本当に右傾化しているのか』アスペクト、2014年5月。ISBN 978-4-7572-2300-4。
- 『もう、無韓心でいい』ワック〈WAC BUNKO B-199〉、2014年8月。ISBN 978-4-8983-1699-3。
- 『知られざる台湾の反韓　―台湾と韓国がたどった数奇な戦後史―』PHP研究所、2014年11月。ISBN 978-4-569-82099-6。
- 『欲望のすすめ』ベストセラーズ〈ベスト新書 460〉、2014年12月。ISBN 978-4-584-12460-4。
- 『インターネットは永遠にリアル社会を超えられない』ディスカヴァー・トゥエンティワン〈ディスカヴァー携書 137〉、2015年2月。ISBN 978-4-584-12460-4。
- 『ネット右翼の終わり　ヘイトスピーチはなぜ無くならないのか』晶文社、2015年7月。ISBN 978-4-7949-6882-1。
- 『戦後イデオロギーは日本人を幸せにしたか　―「戦後70年」幻想論―』イースト・プレス、2015年8月。ISBN 978-4-781-61330-7。
- 『左翼も右翼もウソばかり』新潮社〈新潮新書 637〉、2015年9月。ISBN 978-4-10-610637-8。
- 『ヒトラーはなぜ猫が嫌いだったのか』コアマガジン〈コア新書 018〉、2016年4月。ISBN 978-4-864-36872-8。
- 『草食系のための対米自立論』小学館〈小学館新書 268〉、2016年10月。ISBN 978-4-098-25268-8。
- 『アメリカに喧嘩を売る国　―フィリピン大統領ロドリゴ・ドゥテルテの政治手腕―』ベストセラーズ、2017年2月。ISBN 978-4-584-13769-7。
- 『「意識高い系」の研究』文藝春秋〈文春新書 1102〉、2017年2月。ISBN 978-4-166-61102-7。
- 『「道徳自警団」がニッポンを滅ぼす』イースト・プレス〈イースト新書 095〉、2017年12月。ISBN 978-4-7816-5095-1。
- 『日本を蝕む「極論」の正体』新潮社〈新潮新書 751〉、2018年1月。ISBN 978-4106107511。
- 『愛国奴』駒草出版、2018年6月。ISBN 978-4-905447-97-9。
- 『女政治家の通信簿』小学館〈小学館新書 326〉、2018年6月。ISBN 978-4-09-825326-5。
- 『日本型リア充の研究』自由国民社、2019年4月。ISBN 978-4-426-12288-1。
- 『愛国商売』小学館〈小学館文庫〉、2019年11月。ISBN 978-4-0940-6717-0。
- 『毒親と絶縁する』集英社〈集英社新書〉、2020年10月。ISBN 978-4-0872-1141-2。
- 『敗軍の名将 インパール・沖縄・特攻』幻冬舎〈幻冬舎新書〉、2021年9月。ISBN 978-4-344-98635-0。
- 『シニア右翼-日本の中高年はなぜ右傾化するのか』中央公論新社〈中公新書ラクレ〉、2023年3月。ISBN 978-4121507907。
- 『激戦地を歩く：レイテ、マニラ、インパール、悲劇の記憶』幻冬舎〈幻冬舎新書〉、2025年6月。ISBN 978-4344987746

### 共著
- 安田浩一、岩田温、森鷹久 共著『ヘイトスピーチとネット右翼　先鋭化する在特会』オークラ出版、2013年10月。ISBN 978-4-7755-2067-3。
- 櫻井よしこ、花田紀凱「軍事はイメージとイデオロギーで語られる」『「正義」の噓　戦後日本の真実はなぜ歪められたか』産経新聞出版〈産経セレクト S-004〉、2015年3月。ISBN 978-4-8191-1259-8。
- 奥田愛基 対談『愛国ってなんだ　民族・郷土・戦争』PHP研究所〈PHP新書 1019〉、2015年11月。ISBN 978-4-569-82783-4。
- 古谷経衡、國分功一郎、三浦哲哉、原一男、宇川直宏、長谷川三郎、田口卓臣、岡映里、松林要樹、いとうせいこう、酒井耕、濱口竜介、芹沢高志、藤田直哉、阿部泰宏、岸政彦、三上智恵、ジャン・ユンカーマン、外山恒一、上野昻志、木下ちがや、自由と民主主義のための学生緊急行動、想田和弘、西田藍、竹田賢一、伊藤彰彦、阿武野勝彦、足立正生、千浦僚、開沼博、迫川尚子、坂口恭平、寺尾紗穂、岡田秀則、砂田麻美、大宮浩一、高橋悠治、山崎樹一郎、内藤誠、坪内祐三、杉原永純、雨宮まみ、いまおかしんじ、佐々木誠、九龍ジョー、東良美季、北沢夏音、佐藤彩華、土屋敏男、真魚八重子、五所純子「ヘイトスピーチ」『21世紀を生きのびるためのドキュメンタリー映画カタログ』キネマ旬報社、2016年3月。ISBN 978-4-87376-440-5。
- 菅野完 対談『日本会議とネトウヨ、中身は空っぽ』幻冬舎〈幻冬舎plus＋〉、2017年7月31日。 - 2017年（平成29年）2月に新春対談として幻冬舎plusに掲載された記事を電子書籍にしたもの。
- 古谷経衡 著「アニメとタバコとナチスの香り」、喫煙文化研究会 編『「タバコと健康」真実（ホント）の話　『コンフォール』愛蔵版　美しい分煙社会をめざして』ワック、2017年11月。ISBN 978-4-89831-467-8。
- 『自民党という絶望』宝島社、2023年1月。ISBN 978-4299038500
- 佐藤優 対談『日本人の7割が知らない世界のミカタ』時事通信社、2024年9月。ISBN 978-4788717534。
- 『自民党の正体 亡国と欺瞞の伏魔殿』宝島社、2024年11月。ISBN 978-4299061829

※そのほか月刊誌、論壇誌等への寄稿などの詳細は古谷経衡公式サイトを参照。